# Тенге (село)
Тенге (каз. Теңге) — село (ранее посёлок городского типа) в Мангистауской области Казахстана, в подчинении у городской администрации Жанаозена. Административный центр и единственный населённый пункт Тенгеского сельского округа. 
Расположен в непосредственной близости к городу, рядом с микрорайоном «Астана».

## Население
В 1999 году население села составляло 11080 человек (5519 мужчин и 5561 женщина). По данным переписи 2009 года, в селе проживало 16688 человек (8182 мужчины и 8506 женщин). По данным переписи 2021 года, в селе проживало 15 894 человек (7 977 мужчин и 7 917 женщин).